# Monumento a Campomanes

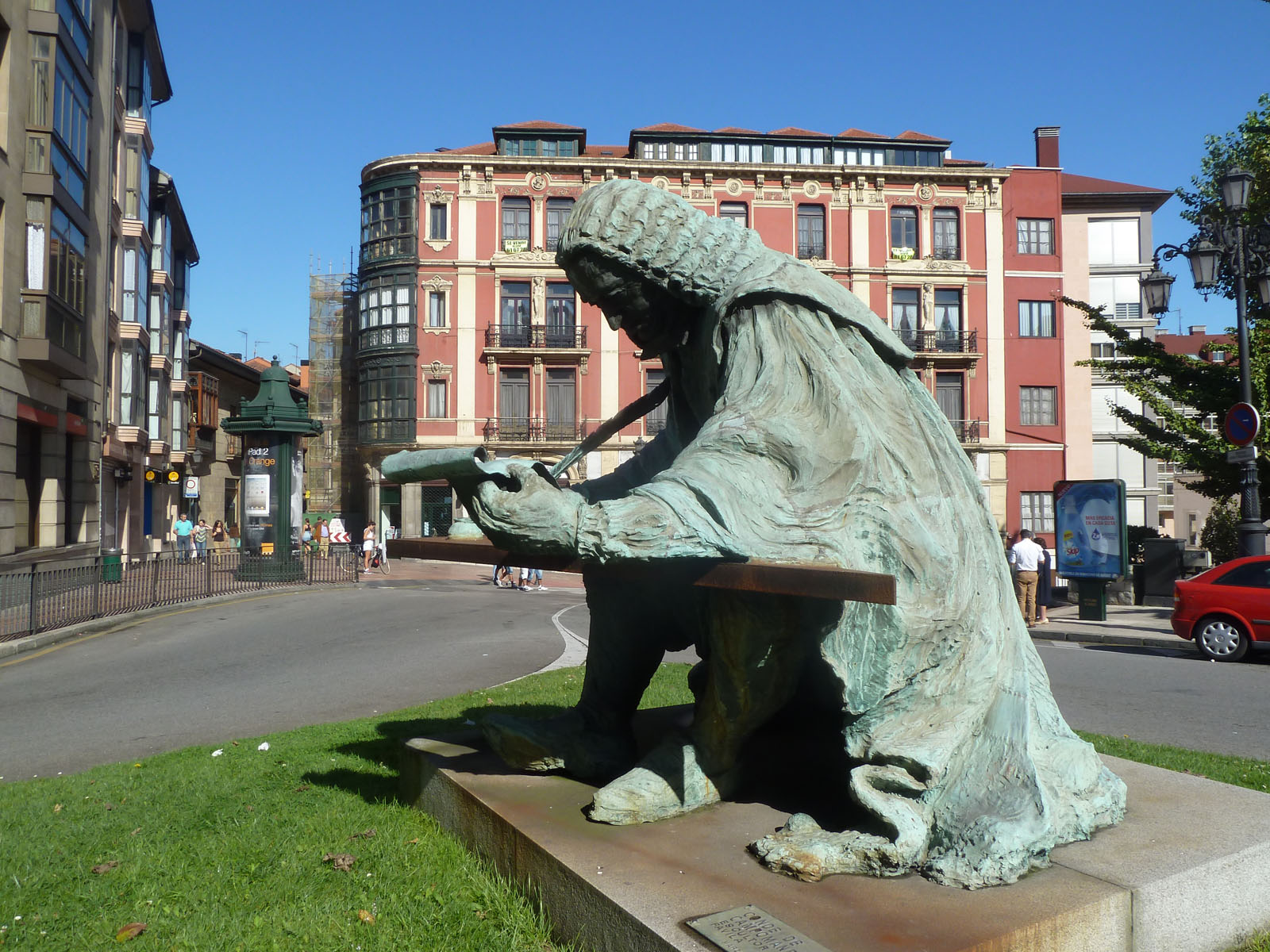
Monumento a Campomanes.

El monumento a Campomanes, ubicado en la calle Campomanes, en la ciudad de Oviedo, Principado de Asturias, España, es una de las más de un centenar de esculturas urbanas que adornan las calles de la mencionada ciudad española.
El paisaje urbano de esta ciudad se ve adornado por obras escultóricas, generalmente monumentos conmemorativos dedicados a personajes de especial relevancia en un primer momento, y más puramente artísticas desde finales del siglo XX.
La escultura, hecha en una aleación de bronce y silicio patinada en óxido, es obra de Amado González Hevia, "Favila", y está datada en 2002. Con una altura de dos metros y treinta centímetros y un peso de tres mil cincuenta quilos, esta obra, que tuvo un coste de 90000 euros, se erigió para conmemorar el bicentenario de la muerte de Pedro Rodríguez de Campomanes, primer Conde de Campomanes. Este político, jurista, historiador y economista asturiano, tuvo una gran influencia durante su vida, desempeñando importantes cargos públicos; además, fue junto al conde de Aranda, el de Floridablanca y Jovellanos, personaje fundamental y clave para llevar a cabo  las reformas esenciales de la economía española desde sus cimientos.
La obra presenta al conde trabajando, sentado en el suelo, inclinado sobre un escritorio. Se sitúa sobre una base de hormigón que presenta una placa con la siguiente inscripción: 

CONDE DE/CAMPOMANES/ESCULTOR/FAVILA/MARZO 2003

Además, la obra presenta la firma del autor y la fecha, bajo su seudónimo “Favila”, en uno de los pliegues de la capa del personaje ("Favila 2002").